# 坂本麻依
坂本 麻依（さかもと まい、1984年6月8日 - ）は、京都府出身の日本のタレント。舞夢プロ所属。
趣味はトランペット。特技はクラリネット、バスケットボール、水泳。

## 出演

### テレビ番組
- いつでも笑みを!（関西テレビ、2003年） - 再現ドラマ出演
- ナンバ壱番館（朝日放送、2003年） - 再現ドラマ出演
- 暮らしキレイチャンネル（テレビ東京、2006年）
- 京都!ちゃちゃちゃっ（関西テレビ☆京都チャンネル、2006年4月 - 2007年3月）
- @あっと!テレわか（テレビ和歌山、2007年）
- Home Town 宝塚川西（J:COM 宝塚・川西、2007年）
- お笑いワイドショー マルコポロリ!（関西テレビ、2008年 - 2009年） - 再現ドラマ出演
- ビーバップ!ハイヒール（朝日放送、2008年 - 2009年） - 再現ドラマ出演
- ぽじポジたまご（KBS京都、2008年 - 2009年） - 木曜・金曜担当リポーター
- ごきげんライフスタイル よ〜いドン!（関西テレビ、2008年 - 2012年） - 再現ドラマ出演
- 徳光和夫の感動再会"逢いたい"（TBS、2009年）

### CM
- 華頂短期大学 インフォマーシャル（2005年）

### 雑誌
- KANSAI1週間（講談社、2003年）
- LMAGA MOOK 京都本（京阪神エルマガジン社、2004年）
- るるぶ（JTBパブリッシング） - るるぶ神戸（2009年）、るるぶ日帰り温泉 関西・中国・四国（2010年）
- ゼクシィ関西（リクルート、2009年）